# Tu amor (canción de RBD)
«Tu amor» es el primer sencillo de su álbum debut en inglés Rebels del grupo mexicano RBD.
La canción fue lanzada en septiembre de 2006 en las estaciones de radio. El tema fue compuesto por Diane Warren y es interpretado solo por Christian Chávez, el resto de la agrupación realizó los coros del tema.
La versión original es del grupo anglosajón NO MERCY y lanzada en el año 1999.
Es una canción romántica, con un estilo pop melódico y con una mezcla de música latina. 
La canción debutó en la emisora KIIS-FM de Los Ángeles, California, después de ser filtrada antes de su fecha de emisión.
Este sencillo les abrió muchas puertas al grupo, ya que tuvo mucho éxito en varias partes del mundo, como Japón, Rumania, Eslovenia y Francia donde fueron premiados por la canción.

## Video musical
El video musical del sencillo fue filmado en la playa en Los Ángeles. Se estrenó en MTV Tr3s el 23 de octubre de 2006 e hizo su debut en el número 6 en Mi TRL, transmitido por MTV Tr3s también se transmite por MTV Hits. 
El video los muestra en la playa disfrutando, y cantando alrededor de una fogata. Los fans se dieron cuenta de que sólo había planos solitarios de Christopher Uckermann en el video, y no se lo veía con los demás. Esto se debió a que tuvo una discusión con los managers del grupo. Sus escenas fueron filmadas más tarde (en solitario) e incluidas en el vídeo.

## Posicionamiento

### Listas
| País           | Organismo | Lista           | Mejor posición |
| 2006           | 2006      | 2006            | 2006           |
| -------------- | --------- | --------------- | -------------- |
| Estados Unidos | Billboard | Hot 100         | 65             |
| Estados Unidos | Billboard | Latin Pop Songs | 36             |
| Estados Unidos | Billboard | Pop Songs       | 29             |
| Estados Unidos | Billboard | Radio Songs     | 51             |
| Estados Unidos | Billboard | Rhythmic Songs  | 30             |